# Maria Poussepin
Marie Poussepin (ur. 14 października 1653 w Dourdan, zm. 24 stycznia 1744 w Sainville) – francuska zakonnica, tercjarka dominikańska, założycielka Zgromadzenia Dominikanek Miłosierdzia, błogosławiona Kościoła katolickiego.
Urodziła się w zamożnej rodzinie była jednym z siedmiorga dzieci, tylko dwoje dożyło wieku dojrzałego. Pozostała piątka jej rodzeństwa zmarła we wczesnym dzieciństwie. W 1696 założyła Zgromadzenie Sióstr Dominikanek Miłosierdzia od Ofiarowania NMP, które zostało zatwierdzone przez Stolicę Apostolską w 1887, zaś przyłączone do Zakonu Dominikańskiego – dopiero w 1959.
Została beatyfikowana przez papieża Jana Pawła II w dniu 20 listopada 1994.